# Ololygon perpusilla
Espèce
Synonymes
- Hyla perpusilla Lutz & Lutz, 1939
- Scinax perpusillus (Lutz & Lutz, 1939)

Statut de conservation UICN

 LC  : Préoccupation mineure
Ololygon perpusilla est une espèce d'amphibiens de la famille des Hylidae.

## Répartition
Cette espèce est endémique du Brésil. Elle se rencontre dans l'État de Rio de Janeiro et dans l'est de l'État de São Paulo jusqu'à 800 m d'altitude,.

## Publication originale
- Lutz & Lutz, 1939 : New Hylidae from Brazil. Anais da Academia Brasileira de Ciências, vol. 11, p. 67–89.